# Izraeli–iráni háború
Az izraeli–iráni háború 2025. június 13-án kezdődött, amikor Izrael Felkelő oroszlán hadművelet néven meglepetésszerű támadást indított Irán ellen, az ország több atomipari és katonai létesítményét bombázva. A támadás keretében Izrael több magas rangú katonai vezetőt és iráni tudósokat is meggyilkolt, és elpusztította Irán légvédelmének egy részét is. válaszul Irán még aznap légi csapásokat indított izraeli célpontok ellenn Valódi Ígéret III. néven. A háborúba támadó félként június 22-én lépett be az Egyesült Államok.
A háborút az Irán és az Egyesült Államok és Izrael közötti évtizedes ellenségeskedés előzte meg; az Egyesült Államok az 1978-79-es forradalom óta sújtja Iránt különféle szankciókkal, Izrael pedig mindent elkövet Irán meggyengítéséért. Az izraeli titkosszolgálatok (gyakran amerikai segítséggel és közreműködéssel) iráni tudósokat és katonatiszteket (köztük Kászem Szolejmánit, a Forradalmi Gárda egyik parancsnokát, 2020. január 3-án) öltek meg, ipari létesítményeket szabotáltak. (Pl. Stuxnet)
A 2023. október 7-i gázai palesztin kitörés és rajtaütés nyomán kirobbant gázai háború során az ellenségeskedés közvetlen szembenállássá változott. Izrael elhúzódó háborúja a Gázai övezetben meggyengítette a Hamász palesztin ellenállási szervezetet. 2024. április 1-én az izraeli hadsereg légiereje csapást mért az Irán damaszkuszi nagykövetsége konzuli szolgálatának otthont adó épületekre. Az izraeli támadásra válaszul 2024. április 13-án az iráni fegyveres erők kiterjedt légitámadást intéztek izraeli katonai célpontok ellen.
2024. július 31-én Teheránban megölték Iszmáíl Hanijet, a Hamász Politikai Irodájának vezetőjét, egyben a Hamász és Izrael közt zajló túszcsere-, és tűzszüneti tárgyalások palesztin vezetőjét. Hanijeh Irán hivatalos vendégeként érkezett Teheránba, hogy részt vegyen Irán új elnöke, Maszúd Peszeskján beiktatásán. 2024. szeptember huszonhetedikén egy nagy erejű izraeli bombatámadás megölte Haszan Naszr Alláhot, a Hezbollah főtitkárát és a szervezet több magas rangú tisztségviselőjét, valamint az iráni Forradalmi Gárda egyik parancsnokát. 2024. október elsején Irán kiterjedt rakétatámadást indított Izrael ellen, amit a fentebb említett izraeli támadásokra adott jogos válasznak nevezett.
2024. október 26-án Izrael Megbánás napjai hadművelet elnevezéssel támadást indított számos iráni célpont, továbbá iraki és szíriai célpontok ellen.
A 2025. júniusi izraeli támadás annak a két hónapos határidőnek a lejártakor történt, amelyet Donald Trump amerikai elnök szabott az iráni atomprogram megakadályozására létrehozandó egyezmény számára. Egy nappal a támadás előtt a Nemzetközi Atomenergia-ügynökség (IAEA) húsz éve először azt jelentette, hogy Irán nem tett eleget jelentési és együttműködési kötelezettségeinek.
Az izraeli támadásokban több magas rangú iráni vezető is meghalt, közöttük a Forradalmi Gárda fontos tisztjei, legalább tíz tudós, illetve több, mint 200 iráni civil. A bombázások kárt tettek a Natanz Nukleáris Intézetben és az ország uránátalakító létesítményében, de urándúsító telepeit nem érte. Emellett eltaláltak egy rakétatároló telepet Tebriz közelében, illetve a Forradalmi Gárda intézményeit Teherán és Piranshahr mellett. Civil infrastruktúra is károsult. Az első iráni ellentámadást több, mint száz rakétával hajtották végre, ez a szám a következő hullámokban tovább nőtt. Irán további száz drónt indított Izrael irányába az első napon. Az izraeli kormány szerint az iráni támadások 24 embert öltek meg, akik mind civilek voltak.
A harcoknak egy 2025. június 24-én életbe lépett tűzszünet vetett véget.

## Történeti háttér
Iránnak történelmi okok, a XIX. és XX. század eseményei okán feszült a viszonya a nyugati nagyhatalmakkal, elsősorban Nagy-Britanniával és az Amerikai Egyesült Államokkal, illetve azok szövetségesével, Izraellel az Iránt mint országot és az iráni népet ért sérelmek miatt.
Az ország a XIX. és XX. században az orosz-brit nagyhatalmi vetélkedés színtere volt. Az 1905 és 1911 közt zajló perzsa alkotmányos forradalomba mind az Orosz Birodalom, mind Nagy-Britannia beavatkozott. 1911 decemberében orosz csapatok oszlatták fel a madzslisz ülését. Azonban az 1906-ban elfogadott alkotmánnyal az ország elvileg alkotmányos monarchiává alakult, ha ez az ország kormányzásában a későbbiekben nem is mindig érvényesült.
1901-ben Mozaffar ad-Din sah 60 évre szóló olajkoncessziót adott a brit William Knox D'Arcynak. Irán a koncesszióért cserébe 20000 angol font készpénzt, az alapítandó olajtársaságban 20000 fontnyi értékű részvényt, a társaság éves nettó nyereségéből pedig 16 százalékot kapott. 1908-ban, Huzesztán tartományban indult meg a tényleges kitermelés. 1909 tavaszán megalakult az Anglo-Persian Oil Company (APOC) a talált iráni olaj kitermelésére.
1907-ben megszületett az angol-orosz egyezmény, amely Perzsiát/Iránt orosz és brit befolyási övezetre osztotta, az északi részeket orosz, a déli részeket és a Hormuzi-szoros környékét brit fennhatóság alá utalva, ezzel az országot gyakorlatilag gyarmatokra darabolva.
1914 nyarán a brit kormány 51 százalékos tulajdonrészt szerzett az APOC-ban, az általa kinevezett igazgatótanácsi tagok pedig vétójogot kaptak, azaz a brit kormány éremét tekintve államosította a céget.
Bár Perzsia hivatalosan nem vett rész az első világháborúban, annak eseményei mégis komoly hatással voltak az országra. Az oszmán török erőkkel az oroszok és britek által Irán területén vívott harcok okozta károk mellett az egyik komoly következmény az 1917 és 1919 közt tomboló perzsa éhínség, amely legalább kétmillió iráni életet, körülbelül az ország akkori népességének tíz százalékát követelte. Az éhínség és ellátási zavarok oka az orosz és brit katonaság tevékenysége, a gabona, a vágó- és igásállatok lefoglalása a két hadsereg céljaira, az ország olajkincsének és közlekedési rendszerének teljes alárendelése az orosz és brit háborús céloknak. APOC a háború évei alatt nem fizette meg az iráni államnak az azt megillető osztalékokat és koncessziós díjakat sem.
Mindez, és a Közel-Kelet felosztására tett olyan nagyhatalmi lépések, mint a Sykes–Picot-egyezmény, vagy a Balfour-nyilatkozat kiadása, amelyek felkeltették a Közel-Kelet népeinek bizalmatlanságát, erősítették nacionalizmusát ezt eredményezték Iránban is. Az első világháború után a britek megkísérelték állandósítani Irán feletti hatalmukat az angol-perzsa egyezmény 1919-es megkötésével, amely az országot gyakorlatilag brit protektorátussá tette volna, de az egyezményt a madzslisz nem hagyta jóvá, így az hivatalosan sosem lépett hatályba.
A háború utáni években kormányválságok és puccsok követték egymást. Reza kán brit támogatással hajtott végre puccsot 1921 februárjának 20-án és 21-én. Reza az új kormány hadügyminisztere lett. Azonban a kormányválságok folytatódtak. Ahmad perzsa sah Rezát nevezte ki miniszterelnökké. A madzslisz 1925. október 31-én megfosztotta trónjától Ahmad sahot. Rezát a madzslisz 1925. december 12-én sahhá választotta. 1926. április 25-én, ünnepélyes keretek közt koronázták meg; ő lett Reza Pahlavi iráni sah. Hozzáfogott az ország modernizálásához, újratárgyalta az APOC olajkoncessziójának feltételeit (bár ez nem hozott nagy fordulatot, és az új egyezmény csak brit katonai nyomásra jött létre), hogy országának több bevételt hozzon olajvagyonának kitermelése. 1935-ben az ország nemzetközi hivatalos nevét Iránra változtatta. Hogy megakadályozza a korábbi orosz és brit függőséghez hasonló helyzet ismételt kialakulását, az angolok és szovjetek helyett más nyugati hatalmakkal, az Amerikai Egyesült Államokkal, Olaszországgal és Németországgal keresett kapcsolatot. Az iráni-német kulturális és gazdasági kapcsolatok virágzásnak indultak. A gazdasági kapcsolatok 1940-41-ben érték el csúcsukat; az összes iráni behozatal közel fele származott Németországból, az iráni kivitelnek pedig 42 százaléka irányult oda.
Irán a második világháborúban semleges maradt. Ennek ellenére 1941. augusztus 25-én a Szovjetunió és Nagy-Britannia hadüzenet nélkül megtámadta és megszállta az országot, a sahot száműzetésbe kényszerítve. A trónt fia, Mohammad Reza foglalhatta el. A brit-szovjet támadás megrázta a Közel-Kelet államait. A szovjet és brit diplomáciai képviseletek arról győzködték a Közel-Kelet országait, Törökországot, Egyiptomot, Afganisztánt, Szaúd-Arábiát, hogy a megszállás elkerülhetetlen volt. Az ország orosz-brit megszállása csak 1946-ban ért véget.
1941 és 1953 közt Irán meglehetősen demokratikus állam volt. Az alkotmányos monarchiában számos politikai párt működött, a sajtóélet sokszínű volt, élénk kűzdelem zajlott a nacionalisták, iszlamisták, különféle baloldai mozgalmak közt. Azonban egyvalamiben szinte minden politikai párt megegyezett: ellenezték a külföldi, különösen a brit befolyást az országban. Irán 1945-ben alapító tagja lett a Népszövetséget váltó ENSZ-nek.
A második világháború után a britek visszaadták a Brit Palesztin Mandátumot az Egyesült Nemzetek Szervezetének, a kezelhetetlen politikai helyzetre hivatkozva. Az ENSZ 1947. május 15-én létrehozta az UNSCOP-ot (United Nations Special Committee on Palestine), hogy a bizottság vizsgálja meg a területen a zsidók és palesztin arabok közt kialakult polgárháborús helyzet rendezésének lehetőségeit. E bizottságnak tagja volt Irán is. Irán a bizottság tagjaként ellenezte Palesztina felosztását, helyette kétnemzeti szövetségi államot javasolt. Mikor a kérdés az Egyesült Nemzetek Szervezete Közgyűlése elé került ügydöntő szavazásra, Irán nemmel szavazott Palesztina felosztására. Az iráni népességben, amellett, hogy az ország lakosságának jelentős része arab, élt az iszlám összetartás érzése és a nyugati nagyhatalmakkal szembeni ellenszenv is, amit ekkor még a kormányzat is képviselt.
Iránban a világháború után egyre nagyobb súlyt kapott az olajkincs feletti rendelkezés kérdése, mivel az AIOC (az APOC új neve az ország hivatalos nevének Iránra változtatása után) még a meglévő, Irán számára meglehetősen kedvezőtlen szerződésben vállaltakat sem tartotta be, és Iránt az évtizedek során fontmilliárdokkal károsította meg. Mivel a nézeteltérések rendezésére tett kísérletek kudarcba fulladtak, a madzslisz 1951. március 15-én törvényt fogadott el az olajipar államosításáról. Mohamed Moszadeg, az 1949-ben megalapított Iráni Nemzeti Front színeiben 1951. április 28-án lett miniszterelnök.
Az államosítási törvény nyomán létrejött a National Iranian Oil Company (NIOC). Bár az államosítás kapcsán elfogadott törvény előírta az államosított eszközök utáni kártérítés fizetését, a két fél (az AIOC és Irán) egymással szemben fennálló követeléseinek rendezését, és iráni olaj eddigi vásárlóinak további kiszolgálását, a vitát többszöri nekifutásra sem sikerült rendezni, ráadásul abba az APOC mellett a brit kormány és az Egyesült Államok is beavatkozott. A brit kormány hadihajókat küldött a Perzsa-öbölbe és Ábádán városának megszállásával fenyegetőzött. A brit kormány gazdasági szankciókat vetett ki Iránra, befagyasztotta az iráni pénzeszközöket, megtiltotta az Iránba irányuló exportot és az iráni áruk importját, megakadályozta az iráni olaj exportját és jogi és gazdasági ellenlépésekkel fenyegetett meg mindenkit, aki Irántól olajat próbált vásárolni. Mivel a gazdasági nyomásgyakorlás nem járt sikerrel, a brit és amerikai kormány végül közös akcióval buktatta meg Moszadeget és kormányát. 1953-ban az MI6 és a CIA Ajax művelet néven szervezett államcsínyt Moszadeg megbuktatására. Az első kísérlet balul sült el; a Moszadeghez hű katonák értesítették őt a készülő puccsról, így 1953. augusztus 15-én a puccsisták sikertelenül próbálták letartóztatni őt. A sah Irakon át Olaszországba menekült. Végül második nekifutásra a hadsereg sahot támogató erőinek sikerült letartóztatni Moszadeget. A sah hazatért, az olajkitermelést és -kereskedelmet egy nemzetközi konzorcium vette át, amelyben brit, amerikai és francia olajvállalatok vitték a vezető szerepet. Irán az USA kliensállama lett. A sah erőszakkal számolt le az ellenzékkel, pártokat tiltott be, felszámolta a szabad sajtót. Az iráni kormányzat ezek után jó kapcsolatokat ápolt Izraellel. Irán ellátta Izraelt kőolajjal és olajtermékekkel, Izrael pedig fegyvereket és hadfelszerelést adott el Iránnak, izrali tanácsadók pedig segítették az iráni hadsereg és a SAVAK (a sah 1957-ben alapított államvédelmi hivatala és titkosrendőrsége) tagjainak kiképzésében.
Izrael 1967-ben a hatnapos háborúban megtámadta szomszédait, amire válaszul Egyiptom lezárta a Szuezi-csatornát, ami 1975-ig zárva is maradt. 1968-ban izraeli-iráni vegyesvállalatként kiépült a nagy teljesítményű Eilat-Askelón olajvezeték, amely iráni olajat szállított a Földközi-tengerre, elkerülve a Szuezi-csatornát.
Azonban a sah Amerika- és Izrael-barát rezsimje nem tükrözte a nép többségének álláspontját. Ruholláh Homeini a sah rendszere iszlamista ellenzékének egyik vezéralakjaként már a '60-as években azzal vádolta a sahot, hogy az lehetővé tette, hogy Izrael teljeskörűen beférkőzzön Irán gazdasági, katonai és politikai ügyeibe. Szerinte a sah Izraellel és USA-val kialakított kapcsolata sértette az iszlám alapelveit és veszélybe sodorta Irán függetlenségét, nemzeti értékeit és integritását. Az Egyesült Államokat nagy sátánnak nevezte, mert a fő fenyegetést jelentette Irán iszlám karakterére és függetlenségére, Izraelt kis sátánnak, mert iszlám földek jogtalan megszállója, Palesztina muzulmán népének elnyomója és az Egyesült Államok Közel-Kelettel kapcsolatos döntéseinek irányítója. Az utca embere sem lelkesedett az izraeli-iráni kapcsolatokért, ami kiderült az Ázsia-kupa 1968-as teheráni Irán-Izrael döntőjét és az 1974-es Ázsia-játékok Irán-Izrael labdarúgó döntőjét kisérő eseményekből.
A sah uralmának az iráni forradalom vetett véget 1978-79-ben. A forradalom nyomán az iráni-amerikai és iráni-izraeli viszony is ellenségessé vált. Az Egyesült Államok gazdasági eszközökkel próbálta megfojtani az új rendszert és újabb és újabb szankciókat vezetett be Irán ellen.
1980 szeptemberében Irak amerikai jóváhagyással és Szaúd-arábiai támogatással megtámadta Iránt. A hosszan elhúzódó háborúba az Egyesült Államok és európai szövetségesei tevőlegesen is beavatkoztak, miután nyilvánvalóvá vált, hogy Irak képtelen legyőzni Iránt. Az iraki hadsereg tömegpusztító fegyvereket vetett be Irán ellen, de ezt az Egyesült Államok és nyugati szövetségesei elmulasztották elítélni. Az iraki erők által bevetett vegyi fegyverek előállításban amerikai és európai cégek is közreműködtek.
Irán atomipari programja az Egyesült Államok segítségével kezdődött, az 1950-es évek végén. Ennek első eredménye az amerikai gyártmányú, 5 MW teljesítményű Teheráni Kutatóreaktor 1967-es üzembeállása. A reaktor 93%-ra dúsított uránt használt üzemanyagként.
Irán 1970-ben csatlakozott az Atomsorompó-egyezményhez. A sah 1974-ben megalapította az AEOI-t (Atomic Energy Organization of Iran) és bejelentette, hogy a következő évtizedekben számos atomerőművet kíván építeni, az azok üzemeltetéséhez szükséges teljes atomipari háttérrel (dúsítás, újrafeldolgozás stb.) egyetemben. 1976-ban Busehr városa mellett kezdték építeni Irán első villanyáram termelésre szolgáló atomerőművét. Az erőművet a nyugatnémet Siemens tervezte és építette. Az építkezés az iráni forradalom és az azt követő iraki támadás miatt leállt. A kiterjedt Irán ellen bevezetett szankciók miatt az iráni atomprogram csak az Irak-iráni háború vége felé, 1987-ben indul újra; Irán argentin segítséggel hozzáfogott a kutatóreaktor átalakításához, hogy a 20%-ra dúsított üzemanyaggal működhessék. Az átalakítás a szankciók okozta nehézségek miatt csak 1993-ra készült el.
1995-ben Irán megegyezett a Roszatommal a félbeszakadt busehri erőműépítés befejezéséről. Az építés a szankciók miatt csak 2011-re fejeződött be, ekkor kapcsolták rá az új 1 GW teljesítményű reaktort a villamos hálózatra.
Jimmy Carter 1979. november 14-én adta ki a 12170 számú végrehajtási rendeletet (ez az elnöki rendelet amerikai megfelelője), kiterjedt szankciókkal sújtva Iránt, egyúttal befagyasztva akkori értéken 12 milliárd dollárnyi iráni vagyont. Ezt újabb és újabb szankciók követték. Ronald Reagan elnöksége alatt, 1984-ben az amerikai külügyminisztérium felvette Iránt a terrorizmust támogató államok listájára és újabb szankciókat vezetett be. A szankciók nyomán (az amerikaiak többé nem szállítottak urániumot a reaktor üzemeltetéséhez) üzemanyag hiányában a teheráni kutatóreaktort évekre leállították.
Irán az Egyesült Államok és nyugati szövetségesei ellenséges fellépése miatt kezdett urándúsítási kísérletekbe, hogy biztosítsa a reaktoraihoz szükséges üzemanyagot, megszüntesse az ellenségei mindenkori kegyének való kiszolgáltatottságát. Az urándúsítás és a fűtőanyag újrafeldolgozása nem sérti az Atomsorompó-egyezményt.
Iránt az Irak-iráni háború befejezése, 1988 óta gyanúsították különféle amerikai, nyugat-európai és izraeli lobbicsoportok, agytrösztök és kormányzati szervek tömegpusztító fegyverek (vegyi- és biológiai fegyverek) birtoklásával, illetve atomfegyver fejlesztésével. E gyanúsítás alátámasztására azonban még semelyik említett szervezet nem mutatott be érdemi bizonyítékot. Benjámín Netanjáhú politikai karrierje egyik fontos taktikájává tette a titkos iráni atomfegyverprogrammal, az Izraelt fenyegető azonnali nukleáris holokauszttal való riogatást. A Kneszet tagjaként már 1992-ben azt állította, hogy Irán csak 3-5 évre van az atombombagyártástól.
Izrael az 1960-as években francia segítséggel hozott létre titkos atomprogramot, nem tagja az Atomsorompó-egyezménynek, atomlétesítményei pedig nem állnak a Nemzetközi Atomenergia-ügynökség ellenőrzése alatt, bár tagja a szervezetnek. Az evvel foglalkozó szakértők szerint Izraelnek az 1970-es évek óta vannak atomfegyverei. 1981 júniusában Izrael bombatámadást indított az iraki Osirak kutatóreaktor ellen, arra hivatkozva, hogy a reaktor Irak atomfegyverprogramjának része, és ha üzembe helyezik, Iraknak tíz éven belül atomfegyvere lesz. Azonban Irak 1968-tól tagja az Atomsorompó-egyezménynek, így atomlétesítményeit rendszeresen ellenőrizték. Az izraeli támadás széles körű nemzetközi felháborodást keltett. Izraelt az Egyesült Nemzetek Szervezete Biztonsági Tanácsa egyhangú határozatban ítélte el a támadásért, egyúttal felszólította, hogy atomlétesítményeit haladéktalanul helyezze a NAÜ ellenőrzése alá. A Biztonsági Tanács határozatának Izrael máig sem tett eleget.
Netanjáhú 2002-es kongresszusi meghallgatásán valótlanul azt állította, hogy mind Irak, mind Irán előrehaladott atomfegyverprogrammal rendelkezik. Állításaival nagyban hozzájárult a 2003-as iraki háború – nemzetközi jogot sértő – megindításához, és Irak Egyesült Államok és szövetségesei általi megszállásához. A megszálló erők nem találták nyomát az állítólagos iraki tömegpusztító fegyvereknek.
Erős nyugati gazdasági és politikai nyomásra 2003-ban Irán beleegyezett atomprogramja korlátozásába, és szélesebb körű vizsgálatokat tett lehetővé a NAÜ ellenőrei számára. Ezzel évtizedes tárgyalások vették kezdetüket a nyugati nagyhatalmak és Irán közt. E tárgyalások eredményeként jött létre a JCPOA (Joint Comprehensive Plan of Action) nevű megegyezés 2015-ben, egyrészről az Egyesült Nemzetek Szervezete Biztonsági Tanácsa öt állandó tagja és Németország (P5+1), másrészről Irán közt. Az egyezséget a Biztonsági Tanács S/RES/2231 (2015) jelű határozata is befogadta, így annak betartása az egyezség tagjaira nézvést kötelezővé vált. Az egyezmény az Iránt sújtó szankciók enyhítéséért illetve részleges feloldásáért cserébe Iránt arra kötelezte, hogy az egyezmény hatálybalépésétől (2016 eleje):
- 15 éven keresztül a NAÜ ellenőrei bármikor bejuthassanak az urándúsító üzemekbe,
- 25 éven keresztül a NAÜ ellenőrei folyamatosan ellenőrizhessék Irán uránbányáit,
- 20 éven keresztül a NAÜ ellenőrei folyamatosan ellenőrizhessék Irán centrifugagyártó üzemeit,
- 10 éven keresztül a Közös Bizottság (a JCPOA ellenőrző testülete) engedélyezi Irán minden kettős rendeltetésű anyagokra vonatkozó beszerzését,
- 15 évig nem hoz létre a kiégett fűtőanyag feldolgozására alkalmas üzemet, a kiégett fűtőelemeket külföldre szállítja feldolgozásra,
- 15 éven át Irán nem épít új nehézvizes reaktort,
- az urándúsítás legmagasabb mértéke 3,67%,
- a dúsított urán legnagyobb megengedett mennyisége 300 kg uránium-hexafluorid.

Már ezekből a pontokból is látszik, hogy az egyezmény példátlanul szigorú korlátokat szabott az iráni atomprogramnak. Ennek ellenére Netanjáhú 2015-ben megpróbálta megakadályozni annak megkötését egy újabb kongresszusi beszéddel.
Donald Trump első elnöksége idején, 2018-ban hátrált ki a JCPOA-ból, mert az szerinte nem volt elég szigorú Iránnal szemben, és „legnagyobb nyomás” kampányt hirdetett az ország ellen, visszaállítva a feloldott szankciókat és újabbakat vezetve be. Trump új szerződést kívánt Iránra kényszeríteni, azonban ezt Irán elutasította. A JCPOA európai aláírói megpróbálták életben tartani a megállapodást, ennek megfelelően Irán még évekig tartotta magát annak feltételeihez, azonban, mivel semmiféle érdemi haszna nem származott az egyezményből, fokozatosan felhagyott egyes pontjainak teljesítésével.
2010 és 2020 közt öt vezető iráni tudóst öltek meg merényletekben Irán területén. A gyilkosságokat senki nem vállalta egyértelműen magára, de Irán Izraelt és az USA-t vádolta a támadásokkal.
Közös izraeli-amerikai akcióban ölték meg Bagdadban Kászem Szolejmánit, a Forradalmi Gárda egyik parancsnokát, 2020. január 3-án. A támadásban életét vesztette Abu Mahdi al-Muhandisz, az iraki Kataib Hezbollah parancsnoka is. 2020. január ötödikén Irán bejelentette, hogy felfüggeszt minden JCPOA-ban vállalt korlátozást. A gyilkosságra válaszul Irán Szolejmáni vértanú hadművelet néven indított válaszcsapást 2020. január nyolcadikán iraki amerikai katonai bázisok ellen. Azonban a támadásról az iráni kormány előzetesen értesítette az iraki kormányt, hogy az amerikai haderők felkészülhessenek a csapásra.
A konfliktus 2024-ig nem fajult nyílt háborúskodássá. 2024. április 1-én az izraeli hadsereg légiereje csapást mért az Irán damaszkuszi nagykövetsége konzuli szolgálatának otthont adó épületekre.
Az izraeli támadásra válaszul 2024. április 13-án az iráni fegyveres erők kiterjedt légitámadást intéztek izraeli katonai célpontok ellen.
A támadás során Irán több száz rakétát és robotrepülőgépet indított izraeli katonai támaszpontok felé.
Bár Izraelt az Amerikai Egyesült Államok, az Egyesült Királyság, Franciaország és Jordánia fegyveres erői is segítették a rakéták és robotrepülők elfogásában, egy részük így is célba ért, kisebb károkat okozva az izraeli hadsereg nevatimi katonai repülőterén.
2024. július 31-én Teheránban megölték Iszmáíl Hanijet, a Hamász Politikai Irodájának vezetőjét, egyben a Hamász és Izrael közt zajló túszcsere-, és tűzszüneti tárgyalások palesztin vezetőjét. Hanijeh Irán hivatalos vendégeként érkezett Teheránba, hogy részt vegyen Irán új elnöke, Maszúd Peszeskján beiktatásán.
2024. szeptember huszonhetedikén egy nagy erejű izraeli bombatámadás Bejrútban megölte Haszan Naszr Alláhot, a Hezbollah főtitkárát és a szervezet több magas rangú tisztségviselőjét, valamint az iráni Forradalmi Gárda egyik parancsnokát.
2024. október elsején Irán Valódi Ígéret II. elnevezéssel kiterjedt rakétatámadást indított Izrael ellen, amit a fentebb említett izraeli támadásokra adott jogos válasznak nevezett. A támadás során számos találat érte többek közt a Nevatim katonai repülőteret és a Tel Nof katonai repülőteret is. Az iráni rakéták elfogásában az áprilisi támadáshoz hasonlóan aktív részt vállalt az Egyesült Államok, Jordánia, Franciaország és az Egyesült Királyság hadereje is.
2024. október 26-án Izrael Megbánás napjai hadművelet elnevezéssel támadást indított számos iráni célpont, továbbá iraki és szíriai célpontok ellen. Hogy az izraeli támadás pontosan milyen eredményekkel járt, azt nem tudhatjuk, mivel az IDF szokásával ellentétben nem hozott nyilvánosságra videofelvételeket a támadásokról. Az izraeli kormány és hadsereg közlése szerint a támadás elpusztította az iráni légvédelem erőinek jelentős részét.
Második, 2025-ben kezdődött elnöksége során Trump megkísérelt új megállapodást kötni Iránnal, azonban az elnök lekezelő és kioktató hangneme, az amerikai fél irreális követelései és elképzelései ellehetetlenítették a megegyezést. Trump úgy gondolta, hogy képes lehet hatvan nap alatt megegyezni egy új szerződésről, aminek általa felmondott elődjét tizenhárom évnyi tárgyalás után kötötték meg. Az amerikai elnök által állított határidő lejártára időzítette Izrael az Egyesült Államokkal előre egyeztetett Irán elleni támadását.

## A háború kitörése
2025. június 13-án hajnalban Izrael katonai doktrínájának megfelelően hadüzenet nélküli, váratlan, nagy erejű támadást indított Irán ellen, abban bízva, hogy a támadás okozta sokk, a meggyilkolt főtisztek és tudósok, a számos civil halott, a súlyosan sérült atomipari létesítmények elrettentő hatása miatt Irán nem fog válaszolni a támadásra, így a háború elmaradhat. Ez az elképzelés azonban elhibázottnak bizonyult, mivel az iráni haderő az izraeli agresszióra hatékony ellencsapásokkal válaszolt.
A háború eseményei, a csapások valós következményei nem pontosan ismertek a két fél által folytatott kiterjed sajtópropaganda, és a sajtó működését erőteljesen korlátozó izraeli cenzúra miatt.

### Bombázások
| Dátum            | Izrael – Egyesült Államok            | Izrael – Egyesült Államok                         | Izrael – Egyesült Államok            | Irán – Hútik                         | Irán – Hútik                                                         | Irán – Hútik                         |  |
| Dátum            | O.                                   | Célpont                                           | F.                                   | O.                                   | Célpont                                                              | F.                                   |  |
| ---------------- | ------------------------------------ | ------------------------------------------------- | ------------------------------------ | ------------------------------------ | -------------------------------------------------------------------- | ------------------------------------ |  |
| 2025. június 13. | Izrael                               | Katonai és nukleáris stratégiai pontok            | [ 63 ] [ 64 ]                        | Irán                                 | Katonai célpontok                                                    | [ 65 ]                               |  |
| 2025. június 13. | Izrael                               | Irán légvédelme, bombázói                         | [ 5 ] [ 66 ]                         | Irán                                 | Katonai célpontok                                                    | [ 65 ]                               |  |
| 2025. június 13. | Izrael                               | Katonai vezetők, atomtudósok                      | [ 67 ] [ 68 ]                        |                                      | Jeruzsálem (sikertelen, Ciszjordániát érte)                          | [ 69 ]                               |  |
| 2025. június 13. | Izrael                               | Tebrizi nemzetközi repülőtér                      | [ 70 ]                               | Irán                                 | Katonai bázis Tel-Avivban                                            | [ 71 ] [ 72 ]                        |  |
| 2025. június 13. | Izrael                               | Hamadán légitámaszpont, Pársin katonai bázis      | [ 73 ] [ 74 ]                        | Irán                                 | Katonai bázis Tel-Avivban                                            | [ 71 ] [ 72 ]                        |  |
|                  |                                      |                                                   |                                      |                                      |                                                                      |                                      |  |
| 2025. június 14. | Izrael                               | Mehrabad nemzetközi repülőtér, Teherán            | [ 75 ]                               | Irán                                 | Többségben sikertelen támadások                                      | [ 76 ]                               |  |
| 2025. június 14. | Izrael                               | Iszfahán                                          | [ 77 ]                               | Irán                                 | Többségben sikertelen támadások                                      | [ 76 ]                               |  |
| 2025. június 14. | Izrael                               | Földalatti rakétatároló Irán nyugati részén       | [ 78 ]                               | Irán                                 | Izrael északi része                                                  | [ 79 ]                               |  |
| 2025. június 14. | Izrael                               | Olajföldek és gázfinomító Busehr tartományban     | [ 80 ] [ 81 ]                        | Irán                                 | Olajfinomító                                                         | [ 82 ]                               |  |
| 2025. június 14. | Izrael                               | Katonai célpontok Teheránban                      | [ 83 ]                               | Irán                                 | Olajfinomító                                                         | [ 82 ]                               |  |
|                  |                                      |                                                   |                                      |                                      |                                                                      |                                      |  |
| 2025. június 15. | Izrael                               | Irán Igazságügyi Minisztériuma                    | [ 84 ]                               | Irán                                 | Bat Jam, Tel-Aviv, Rehovot                                           | [ 85 ]                               |  |
| 2025. június 15. | Izrael                               | Meshedi nemzetközi repülőtér                      | [ 86 ]                               | Irán                                 | Bat Jam, Tel-Aviv, Rehovot                                           | [ 85 ]                               |  |
| 2025. június 15. | Izrael                               | Irán Külügyminisztériuma                          | [ 87 ]                               | Irán                                 | Élettudományi kutatóközpont                                          | [ 88 ] [ 89 ]                        |  |
| 2025. június 15. | Izrael                               | Kormány-, és nukleáris célpontok                  | [ 90 ] [ 91 ]                        | Irán                                 | Élettudományi kutatóközpont                                          | [ 88 ] [ 89 ]                        |  |
|                  |                                      |                                                   |                                      |                                      |                                                                      |                                      |  |
| 2025. június 16. | Izrael                               | A Kudsz Erők központja                            | [ 92 ]                               | Irán                                 | Civil infrastruktúra                                                 | [ 93 ]                               |  |
| 2025. június 16. | Izrael                               | Kormány-, és nukleáris célpontok                  | [ 94 ] [ 95 ]                        | Irán                                 | Olajfinomító Haifában                                                | [ 96 ]                               |  |
| 2025. június 16. | Izrael                               | Rakétaindítók Irán nyugati részén                 | [ 97 ]                               | Irán                                 | Olajfinomító Haifában                                                | [ 96 ]                               |  |
|                  |                                      |                                                   |                                      |                                      |                                                                      |                                      |  |
| 2025. június 17. | Izrael                               | Katonai célpontok Irán nyugati részén             | [ 98 ] [ 99 ]                        | Irán                                 | Tel-Aviv                                                             | [ 100 ]                              |  |
| 2025. június 17. | Izrael                               | Lakóépület Teheránban                             | [ 101 ]                              | Irán                                 | Katonai hírszerzési központ, Moszad műveleti központ                 | [ 102 ]                              |  |
| 2025. június 17. | Izrael                               | Rakétaindítók Irán nyugati részén                 | [ 103 ]                              | Irán                                 | Katonai hírszerzési központ, Moszad műveleti központ                 | [ 102 ]                              |  |
|                  |                                      |                                                   |                                      |                                      |                                                                      |                                      |  |
| 2025. június 18. | Izrael                               | Teheráni gyárak                                   | [ 104 ]                              | Irán                                 | Egy sikertelen indítás Tel-Aviv felé                                 | [ 105 ]                              |  |
| 2025. június 18. | Izrael                               | Nukleáris centrifuga-gyár                         | [ 106 ] [ 107 ]                      | Irán                                 | Egy sikertelen indítás Tel-Aviv felé                                 | [ 105 ]                              |  |
| 2025. június 18. | Izrael                               | Teheráni belbiztonsági központ                    | [ 108 ] [ 109 ]                      | Irán                                 | Egy sikertelen indítás Tel-Aviv felé                                 | [ 105 ]                              |  |
| 2025. június 18. | Izrael                               | Iráni Vöröskereszt                                | [ 110 ]                              | Irán                                 | Egy sikertelen indítás Tel-Aviv felé                                 | [ 105 ]                              |  |
| 2025. június 18. | Izrael                               | Katonai célpontok Irán nyugati részén             | [ 111 ]                              | Irán                                 | Egy sikertelen indítás Tel-Aviv felé                                 | [ 105 ]                              |  |
| 2025. június 18. | Izrael                               | Teheráni stratégiai célpontok                     | [ 112 ]                              | Irán                                 | Egy sikertelen indítás Tel-Aviv felé                                 | [ 105 ]                              |  |
|                  |                                      |                                                   |                                      |                                      |                                                                      |                                      |  |
| 2025. június 19. | Izrael                               | Katonai célpontok, gyárak                         | [ 113 ]                              | Irán                                 | Célpontok dél-Izraelben                                              | [ 114 ]                              |  |
| 2025. június 19. | Izrael                               | Katonai célpontok, gyárak                         | [ 113 ]                              | Irán                                 | Kórház dél-Izraelben                                                 | [ 115 ]                              |  |
| 2025. június 19. | Izrael                               | Atomfegyvergyártó létesítmény Natanzban           | [ 116 ]                              | Irán                                 | Célpontok Izrael központi részén                                     | [ 117 ] [ 118 ]                      |  |
| 2025. június 19. | Izrael                               | Az IR–40 reaktor elszigetelési épülete            | [ 116 ]                              | Irán                                 | Technológiai park (sikertelen, a Soroka Egészségügyi Központot érte) | [ 119 ]                              |  |
| 2025. június 19. | Izrael                               | Az IR–40 reaktor elszigetelési épülete            | [ 116 ]                              | Irán                                 | Izrael északi része                                                  | [ 120 ]                              |  |
|                  |                                      |                                                   |                                      |                                      |                                                                      |                                      |  |
| 2025. június 20. | Izrael                               | Katonai célpontok, minisztériumok, tudósok        | [ 121 ] [ 122 ] [ 123 ]              | Irán                                 | Beér-Seva                                                            | [ 124 ]                              |  |
| 2025. június 20. | Izrael                               | Katonai bázis, lakóépületek                       | [ 125 ]                              | Irán                                 | Haifa, Izrael déli része                                             | [ 126 ]                              |  |
| 2025. június 20. | Izrael                               | Katonai célpontok Irán nyugati és központi részén | [ 127 ]                              | Irán                                 | Beér-Seva, Jeruzsálem, Tel-Aviv                                      | [ 127 ] [ 128 ]                      |  |
|                  |                                      |                                                   |                                      |                                      |                                                                      |                                      |  |
| 2025. június 21. | Izrael                               | Nukleáris célpontok Iszfahánban                   | [ 129 ]                              | Irán                                 | Tel-Aviv, Holon                                                      | [ 130 ] [ 131 ]                      |  |
| 2025. június 21. | Izrael                               | A Forradalmi Gárda parancsnokai, tudós            | [ 132 ] [ 133 ]                      | Irán                                 | Tel-Aviv, Holon                                                      | [ 130 ] [ 131 ]                      |  |
| 2025. június 21. | Izrael                               | Iráni kiberrendőrség                              | [ 134 ]                              | Irán                                 | Tel-Aviv, Holon                                                      | [ 130 ] [ 131 ]                      |  |
| 2025. június 21. | Izrael                               | Katonai célpontok Ahvázban                        | [ 135 ]                              | Irán                                 | Bét-Seán                                                             | [ 136 ]                              |  |
| 2025. június 21. | Izrael                               | F–14-ek                                           | [ 137 ]                              | Irán                                 | Bét-Seán                                                             | [ 136 ]                              |  |
|                  |                                      |                                                   |                                      |                                      |                                                                      |                                      |  |
| 2025. június 22. | Az Egyesült Államok belép a háborúba | Az Egyesült Államok belép a háborúba              | Az Egyesült Államok belép a háborúba | Az Egyesült Államok belép a háborúba | Az Egyesült Államok belép a háborúba                                 | Az Egyesült Államok belép a háborúba |  |
| 2025. június 22. | Amerikai Egyesült Államok            | Három nukleáris célpont                           | [ 138 ] [ 139 ]                      | Irán                                 | Tel-Aviv, Haifa                                                      | [ 140 ]                              |  |
| 2025. június 22. | Izrael                               | Teherán, fegyvergyárak                            | [ 141 ]                              | Irán                                 | Tel-Aviv, Haifa                                                      | [ 140 ]                              |  |
| 2025. június 22. | Izrael                               | Iszfahán, Bandar Lengeh                           | [ 142 ]                              | Irán                                 | Ben-Gurion nemzetközi repülőtér                                      | [ 140 ]                              |  |
| 2025. június 22. | Izrael                               | Erőmű, katonai célpontok Jazd városában           | [ 143 ]                              | Irán                                 | Ben-Gurion nemzetközi repülőtér                                      | [ 140 ]                              |  |
|                  |                                      |                                                   |                                      |                                      |                                                                      |                                      |  |
| 2025. június 23. | Izrael                               | Repülőterek országszerte                          | [ 144 ] [ 145 ]                      | Irán                                 | Dél-Izrael áramellátása                                              | [ 146 ]                              |  |
| 2025. június 23. | Izrael                               | Teherán                                           | [ 144 ] [ 145 ]                      | Irán                                 | Amerikai légitámaszpont Dohában                                      | [ 147 ]                              |  |
|                  |                                      |                                                   |                                      |                                      |                                                                      |                                      |  |
| 2025. június 24. | Izrael                               | A Baszidzs tagjai, tudósok                        | [ 148 ]                              | Irán                                 | Iraki katonai bázisok                                                | [ 149 ] [ 150 ]                      |  |
| 2025. június 24. | Izrael                               | Teherán, radarrendszer                            | [ 151 ]                              | Irán                                 | Iraki katonai bázisok                                                | [ 149 ] [ 150 ]                      |  |
| 2025. június 24. | Izrael                               | Teherán                                           | [ 152 ] [ 153 ]                      | Irán                                 | Izrael északi része                                                  | [ 154 ]                              |  |
|                  |                                      |                                                   |                                      |                                      |                                                                      |                                      |  |

## Az Egyesült Államok támadó félként való hadba lépése

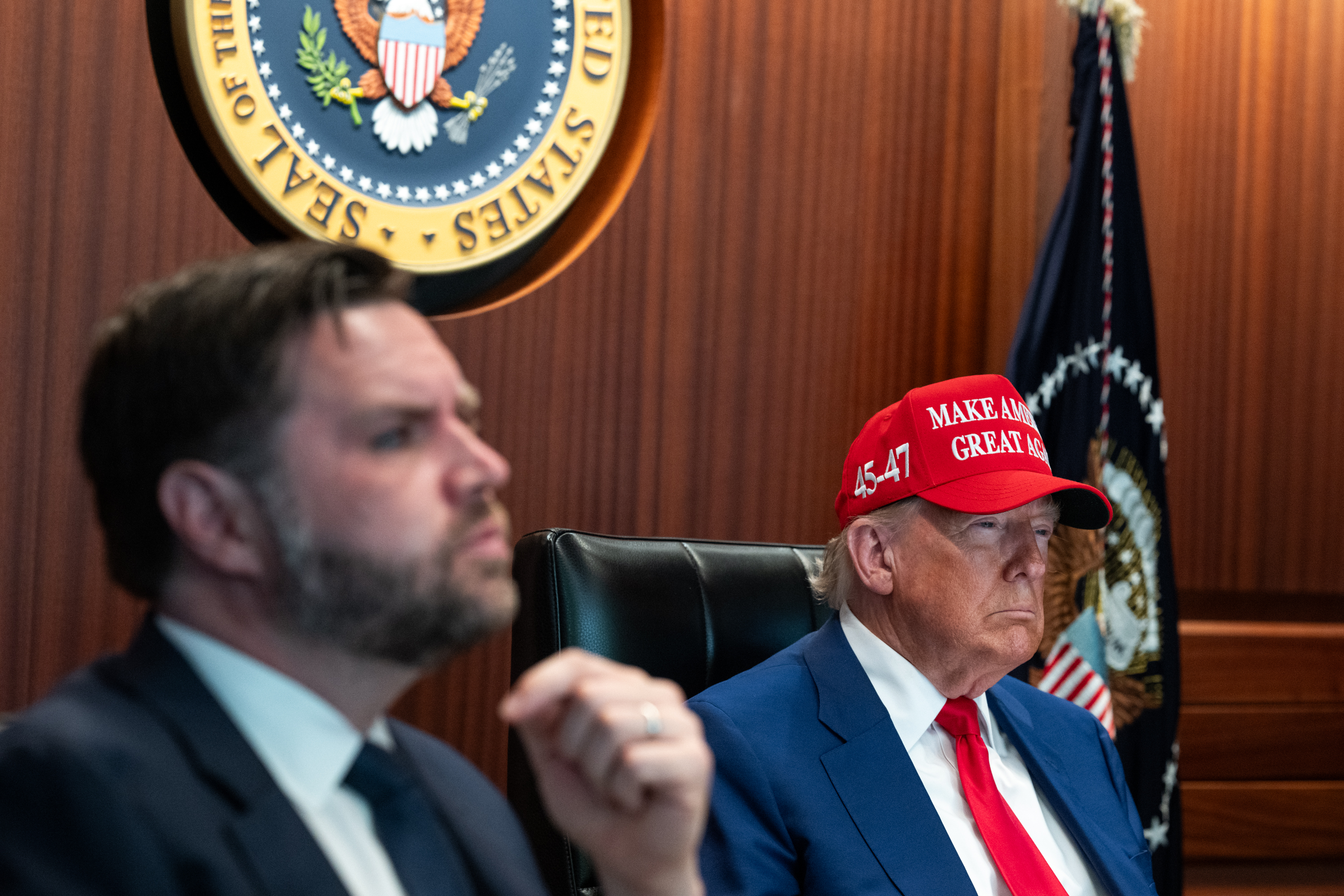
Donald Trump amerikai elnök (jobbra) és JD Vance alelnök a Fehér Ház válságszobájában, az első bombázás estéjén

A háború tervezésében a kezdetektől résztvevő, az iráni válaszcsapások kivédésében tevőlegesen közreműködő Egyesült Államok június 22-én támadó félként is belépett Izrael háborújába; Éjféli kalapács hadművelet név alatt B-2-es nehézbombázókkal és tengeralattjáróról indított robotrepülőgépekkel támadta Irán nukleáris létesítményeit Fordóban, Natanzban és Iszfahánban.
Trump ezután bejelentette, hogy az amerikai hadsereg megsemmisítette Irán „létfontosságú urándúsító létesítményeit.” „Iránnak most a béke útját kell választania, különben az országot még nagyobb pusztítás fenyegeti” – nyilatkozta Trump a Fehér Házban. Óva intette Iránt az Egyesült Államok elleni megtorlástól, mondván, hogy választania kell a „béke vagy a tragédia” között.
Emmanuel Macron szerint az Irán elleni amerikai támadásoknak nem volt jogi háttere.

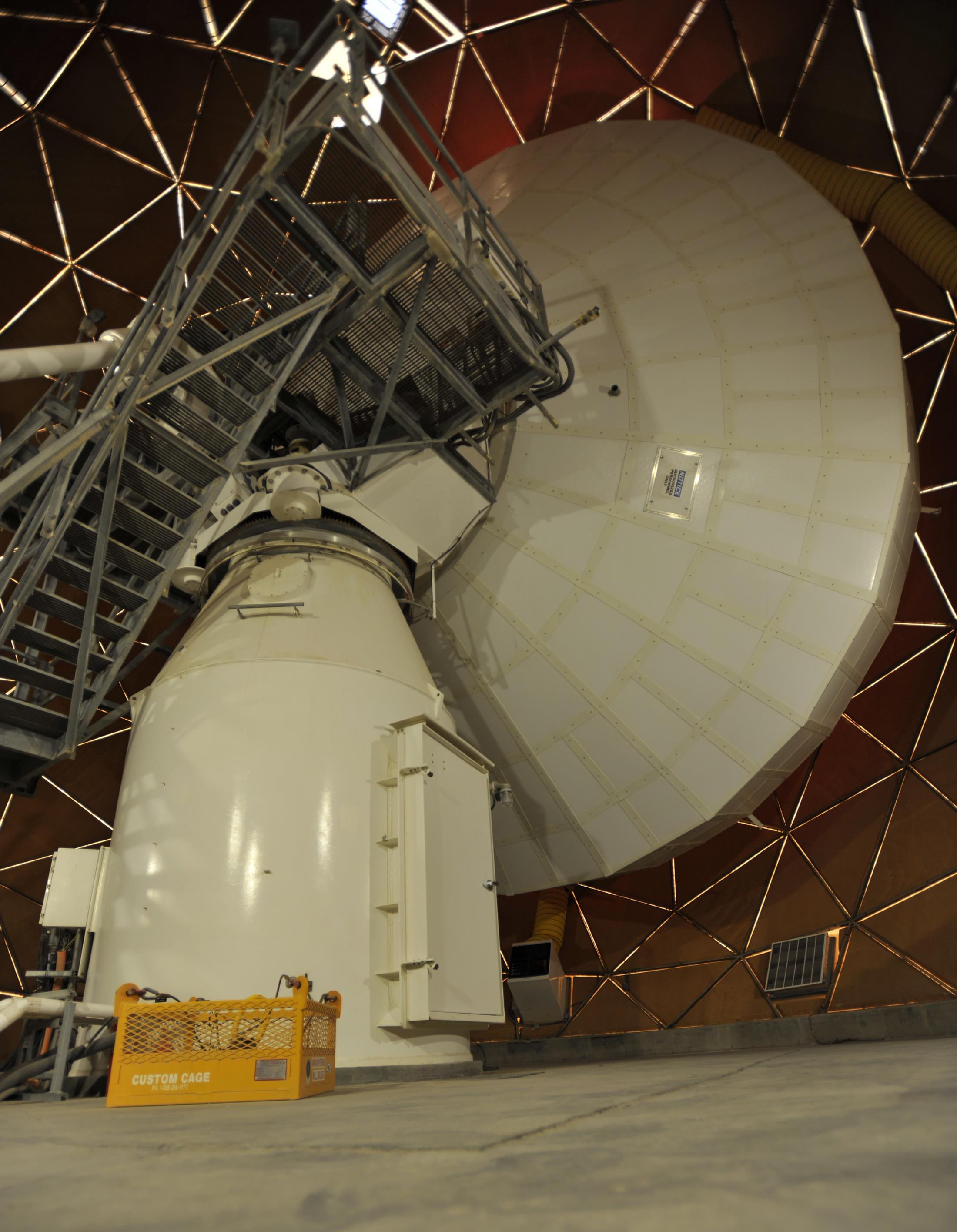
Az American Modernized Enterprise Terminal (AMET) a radarkupola belsejében az el-Udeid légibázison, amely az Egyesült Államok regionális parancsnokságának székhelye

Az amerikai támadásra válaszul Irán június 23-án támadást intézett a katari el-Udeid légibázis ellen, ami az amerikai haderő egyik regionális központja. Trump a támaszpont elleni támadást „igen gyenge válasznak” nevezte, az állítva, hogy a tizennégy iráni rakétából tizenhármat lelőttek, egyet pedig, amely nem jelentett veszélyt, hagytak egy üres területen becsapódni. Azonban a támadás után két héttel olyan űrfelvételek kerültek nyilvánosságra, amelyeken látható, hogy az iráni légicsapás során találatot kapott és elpusztult a támaszpont egyik fontos eleme, egy Modernized Enterprise Terminal (MET). A körülbelül 15 millió amerikai dollár értékű nagy teljesítményű műholdas adatátviteli terminált ért támadást a Pentagon szóvivője is megerősítette.
A harcoknak egy 2025. június 24-én életbe lépett tűzszünet vetett véget.

## Nemzetközi reakciók
Izrael nemzetközi jogot súlyosan sértő Irán elleni támadását a világ országainak többsége elítélte. Az el nem kötelezett országok 121 rendes tagja az izraeli támadást közös nyilatkozatban ítélte el. A támadást elítélte Brazília, Kína és Oroszország is. Az izraeli támadás nyomán Izraelt támogatta az Egyesült Államok és az európai nagyhatalmak, Franciaország, Németország és az Egyesült Királyság. E három utóbbi ország vezetői, ahelyett, hogy elítélték volna a törvénytelen izraeli agressziót, támogatták Izrael "jogát, hogy megvédje magát az Irán jelentette nukleáris fenyegetéstől". Az izraeli támadást elítélte az ENSZ főtitkára, António Guterres is, egyúttal "maximális önmérsékletre" szólította fel a tagországokat.

## Következmények, utóhatás
A háború nyomán a madzslisz törvényt fogadott el a NAÜ-vel történő együttműködés felfüggesztéséről, mert a törvényhozók meglátása szerint az avval történő együttműködés eddigi formájában veszélyezteti az ország nemzetbiztonsági érdekeit és atomipari létesítményeinek biztonságát. Ennek megfelelően a jövőbeni együttműködés a Legfelsőbb Nemzetbiztonsági Tanácson (fárszi:شورای عالی امنیت ملی Showrāye Āliye Amniyate Mellī) keresztül fog történni. Ezzel összhangban Irán felfüggesztette együttműködését a NAÜ-vel, a szervezet ellenőrei 2025. július negyedikén elhagyták az országot. A háború nyomán Irán kormánya közölte, hogy mindaddig kizárt az amerikai-iráni tárgyalások újraindítása, míg az ország nem kap érdemi garanciát arra, hogy nem lesz több támadás, egy esetleges jövőbeli egyezményből pedig az USA nem lép ki úgy, ahogy a JCPOA-ból kiugrott.
A tény, hogy két atomhatalom megtámadta egy Atomsorompó-egyezmény tagország NAÜ-ellenőrzés és -védelem alatt álló atomipari létesítményeit, igen erős kétséget támasztott a fennálló nemzetközijogi rendszer és az atomfegyverek elterjedésének gátat szabni hivatott intézményi- és keretrendszer jövőjével szemben.